# Snowboard ai IX Giochi asiatici invernali - Slopestyle maschile
La gara dello slopestyle maschile si è svolta l'8 febbraio 2025 al Yabuli Ski Resort di Harbin, in Cina.

## Risultati

### Qualificazioni
| Pos | Atleta                    | Run 1 | Run 2 | Migliore |
| --- | ------------------------- | ----- | ----- | -------- |
| 1   | Yang Wenlong              | 78.50 | 93.25 | 93.25    |
| 2   | Lee Chae-un               | 84.00 | 89.50 | 89.50    |
| 3   | Jiang Xinjie              | 59.00 | 77.25 | 77.25    |
| 4   | Hanato Minamiya           | 72.25 | DNI   | 72.25    |
| 5   | Kang Dong-hun             | 60.50 | DNI   | 60.50    |
| 6   | Ge Chunyu                 | 28.75 | 57.00 | 57.00    |
| 7   | Lubpawath Chayametisurat  | 20.25 | 44.00 | 44.00    |
| 8   | Liu Haoyu                 | 37.75 | DNI   | 37.75    |
| 9   | Humaid Al-Ansari          | 23.50 | DNI   | 23.50    |
| 10  | Ahmad Mushtaba Habibzi    | 8.50  | 12.00 | 12.00    |
| 11  | Pisey Panhasith           | 5.50  | 7.75  | 7.75     |
| 12  | Mohammed Khalid Al-Kuwari | 3.00  | 5.25  | 5.25     |
| 13  | Phin Mengchoing           | 1.75  | 2.50  | 2.50     |
| 14  | Doung Chantsovanratanak   | 1.25  | 2.00  | 2.00     |
| —   | Ry Bunhak                 | DNF   | DNF   | DNF      |
| —   | Lee Dong-heon             |       |       | DNS      |
| —   | Jad Tawk                  |       |       | DNS      |
| —   | Mickel Ferando            |       |       | DNS      |

### Finale
| Pos | Atleta                   | Run 1 | Run 2 | Run 3 | Migliore |
| --- | ------------------------ | ----- | ----- | ----- | -------- |
| 1   | Lee Chae-un              | 81.25 | DNI   | 90.00 | 90.00    |
| 2   | Liu Haoyu                | 50.00 | DNI   | 76.00 | 76.00    |
| 3   | Kang Dong-hun            | 31.00 | 57.50 | 74.00 | 74.00    |
| 4   | Jiang Xinjie             | 70.50 | DNI   | DNI   | 70.50    |
| 5   | Hanato Minamiya          | 13.75 | 70.00 | DNI   | 70.00    |
| 6   | Yang Wenlong             | 67.25 | DNI   | DNI   | 67.25    |
| 7   | Ge Chunyu                | 59.00 | DNI   | DNI   | 59.00    |
| —   | Lubpawath Chayametisurat |       |       |       | DNS      |